# Saint Andrews Luxol Football Club
Il Saint Andrews Luxol Football Club è una società calcistica maltese con sede nella città di Saint Andrew's.
Il club, fondato nel 1968, è attualmente di proprietà della polisportiva Luxol (comprendente anche sezioni di pallamano e basket) e ha militato per alcuni anni nel campionato di Premier League Malti, l'ultima delle quali nel 2018-19, conclusosi con la sconfitta nello spareggio salvezza contro il St. Lucia.
Nella stagione 2024-25 milita nella Challenge League, la seconda serie del campionato maltese.

## Palmarès
- First Division (Malta):

Secondo posto: 2014-15

## Organico

### Rosa 2022-2023
| N. |                              | Ruolo | Calciatore            |
| -- | ---------------------------- | ----- | --------------------- |
| 4  | Giamaica (bandiera)          | D     | Kevyn McFarlane       |
| 5  | Giamaica (bandiera)          | C     | Ricardo Adrian Martin |
| 6  | Giamaica (bandiera)          | A     | Travis Blagrove       |
| 11 | Malta (bandiera)             | C     | Joseph Farrugia       |
| 13 | Malta (bandiera)             | D     | Dale Camilleri        |
| 14 | Malta (bandiera)             | C     | Kurt Magro            |
| 18 | Malta (bandiera)             | D     | Clyde Cumbo           |
| 21 | Giamaica (bandiera)          | C     | Kemmu Degran Jackson  |
| 24 | Trinidad e Tobago (bandiera) | C     | Matthew Woo Ling      |
| 24 | Giamaica (bandiera)          | C     | Kemar Reid            |
|    | Malta (bandiera)             | D     | Ian Azzopardi         |

| N. |                     | Ruolo | Calciatore        |
| -- | ------------------- | ----- | ----------------- |
|    | Serbia (bandiera)   | D     | Zvezdan Vuković   |
|    | Malta (bandiera)    | D     | Matthew Bartolo   |
|    | Serbia (bandiera)   | C     | Marko Potezica    |
|    | Malta (bandiera)    | D     | Neil Chetcuti     |
|    | Malta (bandiera)    | C     | Clive Psaila      |
|    | Giamaica (bandiera) | C     | Chevaughn Mclaren |
|    | Malta (bandiera)    | C     | Gary Muscat       |
|    | Malta (bandiera)    | D     | Luke Borg         |
|    | Malta (bandiera)    | C     | Daniel Curmi      |